# 佐々木淳吾
佐々木 淳吾（ささき じゅんご、1976年11月25日 - ）は、東北放送（TBC）のアナウンサー。ラジオ局アナウンス部専任部長。東京都江東区出身。

## 略歴
- 立教高等学校（現・立教新座高等学校）、立教大学法学部卒業後の2000年に東北放送入社。同期のアナウンサーは宮田敬子（現在はフリー）。

## 人物
- 弟はテレビ朝日アナウンサーの佐々木亮太で[2]、2007年度から2010年度まで宮城県内では系列局の東日本放送（KHB）で放送の『スーパーモーニング』に出演。スパモニ機動中継隊として毎日現場から中継リポートとしており、朝の時間帯で“兄弟対決”が実現していた。現在は、テレビとラジオではあるが、昼の時間帯の『大下容子ワイド!スクランブル』に亮太が出演しているため、同じ時間帯に番組出演している。
- 漢字検定準1級を持っており、英語とイタリア語の会話を得意としている。教員免許（中学高校社会科）を持っていたが、更新せず失効した。

## 現在の担当番組

### テレビ
- TBCニュース
- 河北新報ニュース

### ラジオ
- GoGoはみみこい ラジオな気分（月曜 - 木曜担当、2021年3月29日～）
- TBCニュース
- 河北新報ニュース

## 過去の担当番組

### テレビ
- TBCニュースウエーブ（2000年秋から半年間）
- 2時のチャイハネ
- ウォッチン!プラス－絆みやぎ－(2014年4月4日～2016年3月)
- 生中継！定禅寺ストリートジャズフェスティバル2018　(2018年9月8日)
- ウォッチン!みやぎ（月～水曜担当 2008年3月31日～2021年3月23日）

### ラジオ
- ボリュームワイド・モーレツ!とも子節
- ごきげんMODE・午前でCHU!
- Chewin' Jam
- おはようワイド Goodモーニング金曜日
- J's Room
- COLORS（月曜担当）( - 2017年3月)
- en∞Voyage （毎週火曜 9:00 - 11:30）
- 佐々木淳吾のクラシックナイト（毎週木曜21:00 - 21:55※開始当初は月曜21:00 - 21:30、2020年8月～2021年3月）
- うたまつり!（日曜18:30 - 18:55、2003年 - 2021年3月）
- 地方創生プログラム ONE-J (2021年5月16日、2023年9月10日) ※最多出演[3]